# Jefferson County (Missouri)
Das Jefferson County ist ein County im US-amerikanischen Bundesstaat Missouri. Im Jahr 2020 hatte das County 226.739 Einwohner und eine Bevölkerungsdichte von 133,3 Einwohnern pro Quadratkilometer. Der Verwaltungssitz (County Seat) ist Hillsboro.
Das Jefferson County ist Bestandteil der Metropolregion Greater St. Louis.

## Geografie
Das County liegt im Osten von Missouri und grenzt an Illinois, von dem es durch den Mississippi River getrennt ist. Es hat eine Fläche von 1720 Quadratkilometern, wovon 19 Quadratkilometer Wasserfläche sind. An das Jefferson County grenzen folgende Nachbarcountys:
|                   | St. Louis County    |                          |
| Franklin County   |                     | Monroe County (Illinois) |
| Washington County | St. Francois County | Ste. Genevieve County    |

### Schutzgebiete
- Gov. Daniel Dunklin's Grave State Historic Site
- Mastodon State Historic Site
- Sandy Creek Covered Bridge State Historic Site

## Geschichte

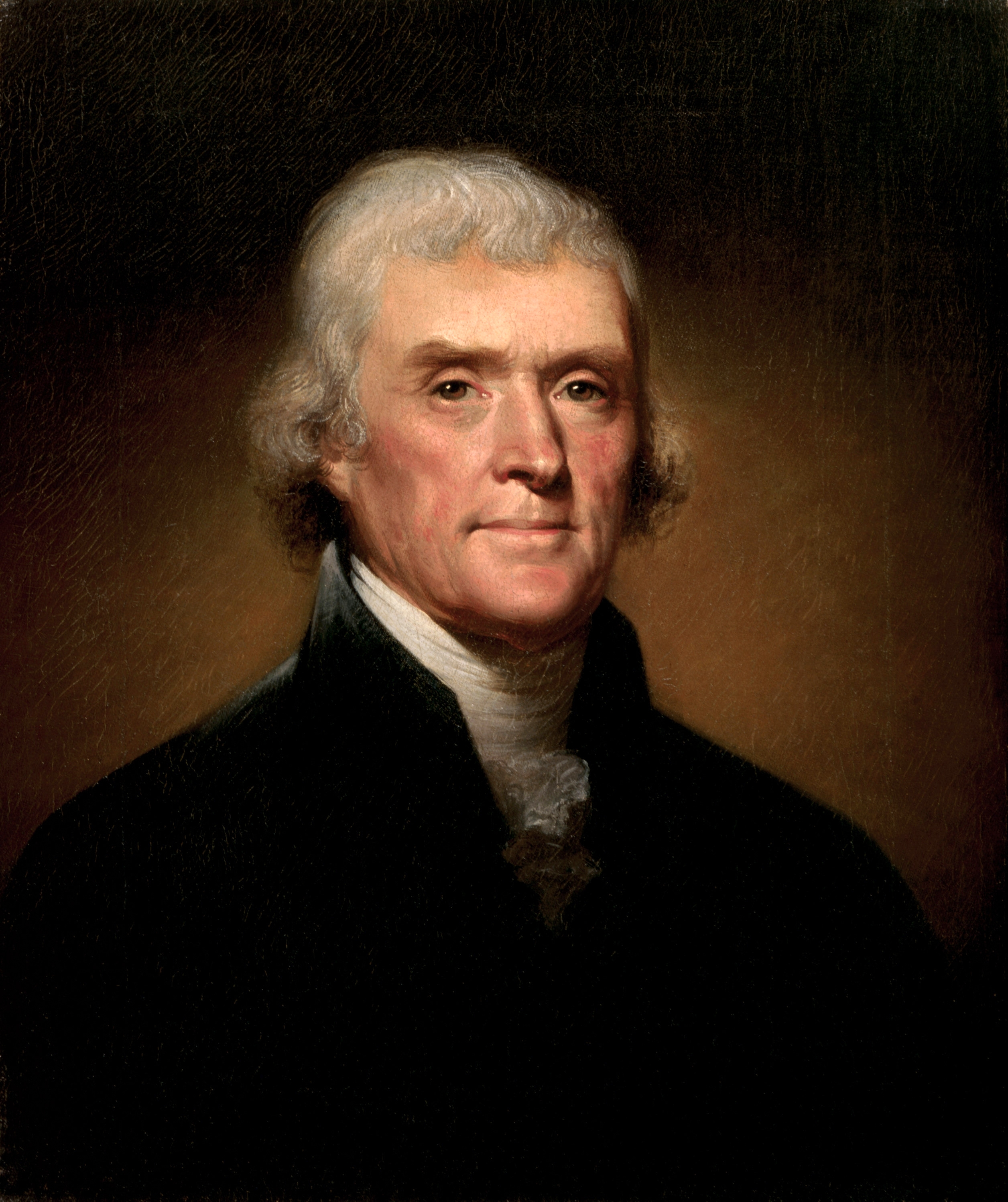
Jefferson

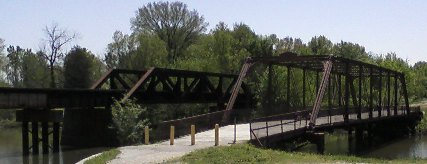
Windsor Harbor Road Bridge, gelistet im NRHP

Das Jefferson County wurde 1818 aus ehemaligen Teilen des St. Louis und des Ste. Genevieve Countys gebildet. Benannt wurde es nach Thomas Jefferson (1743–1826), dem dritten Präsidenten der Vereinigten Staaten (1801–1809).

## Demografische Daten
Nach der Volkszählung im Jahr 2010 lebten im Jefferson County 218.733 Menschen in 80.143 Haushalten. Die Bevölkerungsdichte betrug 128,6 Einwohner pro Quadratkilometer. In den 80.143 Haushalten lebten statistisch je 2,67 Personen.
Ethnisch betrachtet setzte sich die Bevölkerung zusammen aus 96,5 Prozent Weißen, 0,8 Prozent Afroamerikanern, 0,3 Prozent amerikanischen Ureinwohnern, 0,6 Prozent Asiaten sowie aus anderen ethnischen Gruppen; 1,3 Prozent stammten von zwei oder mehr Ethnien ab. Unabhängig von der ethnischen Zugehörigkeit waren 1,6 Prozent der Bevölkerung spanischer oder lateinamerikanischer Abstammung.
25,1 Prozent der Bevölkerung waren unter 18 Jahre alt, 63,7 Prozent waren zwischen 18 und 64 und 11,2 Prozent waren 65 Jahre oder älter. 50,2 Prozent der Bevölkerung war weiblich.

Das jährliche Durchschnittseinkommen eines Haushalts lag bei 53.939 USD. Das Prokopfeinkommen betrug 24.609 USD. 10,5 Prozent der Einwohner lebten unterhalb der Armutsgrenze.

## Ortschaften im Jefferson County
| Citys - Arnold - Byrnes Mill - Crystal City - De Soto - Festus | - Herculaneum - Hillsboro - Kimmswick - Olympian Village - Pevely | Villages - Cedar Hill Lakes - Parkdale - Peaceful Village - Scotsdale |

Census-designated places (CDP)
| - Barnhart - Cedar Hill - High Ridge | - Horine - Imperial - Murphy |

Unincorporated Communities
| - Antonia - Beck - Belews Creek - Bushburg - Byers - Byrnesville - Cottage Farm - Danby - Dittmer - Echo Lake Ranch - Flamm City | - Fletcher - Flucom - Frumet - Goldman - Grubville - Hematite - Hoene Spring - House Springs - Jarvis - Knorpp - Liguori | - Local - Ludwig - Mapaville - Maxville - Melzo - Morse Mill - Munsons - Oakvale - Oermann - One Hundred and One Ranch - Otto | - Papin - Paulina Hills - Plattin - Regina - Riverside - Rock Creek - Rockford Beach - Seckman - Selma - Silica - Spring Forest | - Sulphur Springs - Sunnyside - Ten Brook - Valles Mines - Victoria - Vineland - Ware - Weber Hill - Wickes |

## Gliederung
Das Jefferson County ist in zwölf Townships eingeteilt:
| Township            | Einwohner (2010) | FIPS     |
| ------------------- | ---------------- | -------- |
| Arnold Township     | 20.808           | 29-01975 |
| Big River Township  | 6597             | 29-05554 |
| Central Township    | 13.907           | 29-12790 |
| High Ridge Township | 18.856           | 29-32144 |
| Imperial Township   | 24.551           | 29-34358 |
| Joachim Township    | 18.838           | 29-37340 |

| Township            | Einwohner (2010) | FIPS     |
| ------------------- | ---------------- | -------- |
| Meramec Township    | 18.192           | 29-47414 |
| Plattin Township    | 11.576           | 29-58232 |
| River View Township | 16.567           | 29-62179 |
| Rock Township       | 31.460           | 29-62552 |
| Valle Township      | 15.153           | 29-75400 |
| Windsor Township    | 22.228           | 29-80370 |